# 656 Beagle

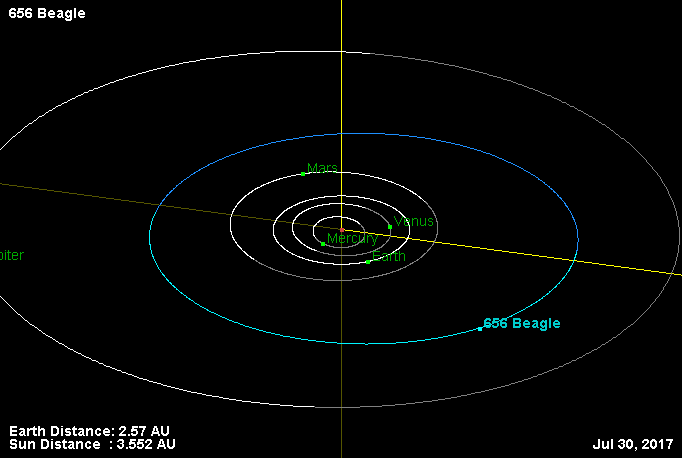
Órbita de 656 Beagle.

Beagle (asteroide 656) é um asteroide da cintura principal com um diâmetro de 53,17 quilómetros, a 2,7184405 UA. Possui uma excentricidade de 0,1362865 e um período orbital de 2 039,46 dias (5,59 anos).
Beagle tem uma velocidade orbital média de 16,78872444 km/s e uma inclinação de 0,5142º.
Este asteroide foi descoberto em 22 de Janeiro de 1908 por August Kopff.